# Jin Chae-seon
Jin Chae-seon (1842 o 1847) fue una cantante coreana de pansori, ampliamente considerada como la primera maestra de un género dominado por hombres, a pesar de que probablemente no fue la primera mujer en representar el pansori, dado que las gisaeng de la corte podrían haberlo hecho antes que ella. Fue una maestra  en la realización de  Chunhyangga y Simcheongga.

## Biografía
Jin nació en lo que hoy es el condado de Gochang en la provincia de Jeolla del norte, como la hija de una chamán. Tenía talento para cantar desde su niñez. Fue descubierta por el maestro pansori Shin Jae-hyo a la edad de 17 y aprendió canto pansori en su escuela. Él la tomó como estudiante, a pesar de que el estigma social no permitía a las mujeres realizar pansori en esa época. A la edad de 22 años, fue enviada por Shin al palacio para presentarse en una cena de celebración, disfrazada como hombre. Allí llamó la atención de Heungseon Daewongun (el padre de Gojong de Corea). Daewongun apreció su talento y la mantuvo en el palacio de la corte como cantante. De acuerdo a la Enciclopedia Doosan, Jin se convirtió también en concubina de Daewongun.
Shin quedó devastado por la pérdida de su estudiante, por quien él tenía sentimientos románticos. Le dedicó una canción pansori a ella, titulada La canción de la Flor de Durazno (도리화가). Cuando el Daewongun cayó del poder, Jin volvió con su ya enfermo mentor y permaneció a su lado hasta su muerte, tras la cual ella desapareció sin dejar rastro y ni la fecha ni el lugar de su muerte se conoce.

## En la cultura popular
- Fue interpretada  por Bae Suzy en la película El Sonido de una Flor (2015).[7]